# Dance Dance Dance
Dance Dance Dance (ダンス・ダンス・ダンス?, Dansu Dansu Dansu) è un romanzo dello scrittore giapponese Haruki Murakami, proseguimento del libro Nel segno della pecora.

## Trama
Il racconto segue le vicende di un protagonista il cui nome non viene svelato, un giornalista freelance trentaquattrenne con una separazione alle spalle che incrina il suo equilibrio precario. Tutti quelli a cui tiene finiscono col lasciarlo alla sua inconcludenza, svuotandolo un pezzo alla volta di qualcosa. Ma c'è un albergo a Sapporo, il Dolphin Hotel, immerso nella nevi dell'Hokkaidō, dove qualcuno lo aspetta, per ricominciare un ballo in cui non ci si può fermare.

## Personaggi
Kiki: È una squillo di lusso con cui il protagonista ha avuto una profonda relazione che viene approfondita durante il romanzo. È per via della sua scomparsa e le sue apparizioni paranormali che il protagonista inizierà la sua ricerca e la serie di avvenimenti che compongono il racconto.
Gotanda: Amico d'infanzia del protagonista. È un attore di successo con cui il protagonista riallaccia i rapporti. Profondamente depresso e frustrato nonostante la sua apparente perfezione, è direttamente coinvolto con la sparizione di Kiki.
Yuki: È una tredicenne con capacità sensitive e dai genitori assenti. Fa amicizia con il protagonista al Dolphin Hotel, e lo accompagnerà spesso durante il romanzo.
Ame: Madre di Yuki e fotografa di fama mondiale. Assorta nella sua arte si dimentica continuamente della figlia ed è incapace di coltivare con essa un rapporto solido.
Yumiyoshi: È una receptionist del Dolphin Hotel, che condivide con il protagonista diversi eventi paranormali che si susseguono all'interno dell'albergo.

## Analisi
Come nei precedenti romanzi di Murakami i temi principali del libro sono la perdita e l’abbandono. L’anonimo protagonista, vacillante in una vita insoddisfacente e precaria, si rende conto ormai a trentaquattr’anni che tutte le persone a lui più care l’hanno abbandonato. Gli amici d'infanzia, l'ex moglie e la compagna Kiki. Tramite il richiamo onirico di quest'ultima, evocazione della sua stessa coscienza, viene raggiunto da un senso di rammarico e consapevolezza che lo porta a tornare a vivere.
Danzando sulle note della musica rock degli anni ottanta, tra i paesaggi giapponesi e le rive hawaiane, il protagonista si imbatte in diversi personaggi. Una receptionist con cui condivide gli avvenimenti paranormali al Dolphin Hotel, una tredicenne sensitiva, la madre fotografa, un poeta senza un braccio e un amico d’infanzia divenuto un famoso attore.
Tutti questi personaggi vorticheranno attorno al protagonista tra la realtà e il metafisico, con la morale che la vita e la morte sono solo due porte tra le quali stiamo scorrendo, un sospiro leggero che scorre veloce nel tempo dal quale lasciarsi trascinare senza mai smettere di ballare.

## Edizioni
- Haruki Murakami, Dance Dance Dance, traduzione di Giorgio Amitrano, I coralli 87, Giulio Einaudi Editore, 1998,  p. 500, ISBN 88-06-14525-8.
- Haruki Murakami, Dance Dance Dance, traduzione di Giorgio Amitrano, Einaudi Tascabili. Letteratura 884, Giulio Einaudi Editore, 2001, ISBN 88-06-15995-X.